# Centro de Documentação 25 de Abril
O Centro de Documentação 25 de Abril da Universidade de Coimbra é um arquivo de documentação que visa recuperar, organizar e pôr à disposição da investigação científica e do público em geral o material documental disperso pelo país e estrangeiro sobre a revolução portuguesa de 25 de Abril de 1974, os seus acontecimentos preparatórios e as suas principais consequências, bem como sobre o período da história portuguesa que vem do final da Segunda Guerra Mundial até ao presente.

## Criação
O Centro foi criado por despacho de 9 de Dezembro de 1984 do reitor da Universidade de Coimbra Rui de Alarcão, para funcionar no âmbito da Reitoria da Universidade de Coimbra. por proposta de um grupo de investigadores e professores da Faculdade de Economia, encabeçado pelo professor e sociólogo Boaventura de Sousa Santos, que foi seu director até se jubilar em 2011.
Desde essa data e até 2023 o seu director foi o professor e historiador Rui Bebiano. A partir deste ano passou a ser dirigido pela professora e arquivista Cristina Freitas.

## Espólio
É um dos mais importantes arquivos nacionais sobre história portuguesa do século XX. Aí se guardam os espólios privados de muitos militares e políticos portugueses como Francisco da Costa Gomes, Vasco Gonçalves, Otelo Saraiva de Carvalho, Fernando Piteira Santos, Manuel Sertório, Maria de Lurdes Pintasilgo, Alexandre Alves Costa e Nuno Teotónio Pereira.
Inclui, por protocolo de depósito firmado em 1987, o acervo documental da Associação 25 de Abril.

## Arquivo digital
Disponibiliza na Internet um arquivo digital onde se encontram numerosas fontes documentais e os principais documentos produzidos pelo Movimento dos Capitães e pelo Movimento das Forças Armadas (MFA), bem como sobre a história da oposição ao Estado Novo e da democracia pós-25 de Abril.